# Bitwa pod Inkermanem
Bitwa pod Inkermanem – starcie zbrojne, które miało miejsce w trakcie wojny krymskiej 5 listopada 1854 roku, zakończone zwycięstwem połączonych sił Wielkiej Brytanii oraz Francji nad wojskami rosyjskimi. Dowódcami wojsk koalicji byli Lord Raglan (Wielka Brytania) oraz  Pierre Bosquet (Francja). Stroną rosyjską dowodził generał Aleksandr Mienszykow.

## Przed bitwą
W październiku 1854 roku wojska koalicji przystąpiły do oblężenia Sewastopola. W odpowiedzi Rosjanie postanowili zaatakować, przerwać oblężenie miasta oraz zepchnąć oblegających w kierunku morza. Na miejsce ataku wybrano okolice położonej ok. 5 km od Sewastopola wioski Inkerman.

## Rozpoczęcie bitwy
5 listopada 1854 roku, mając znaczną przewagę osobową oraz w broni artyleryjskiej, Rosjanie rozpoczęli atak ze wszystkich stron. Przydział zadań atakujących wyglądał następująco:
- generał Piotr Gorczakow razem z 16 000 żołnierzy piechoty 40 działami oraz 4000 kawalerzystów miał zaatakować od strony Bałakławy,
- generał Soimonew z 16 000 piechurów miał uderzyć na prawą flankę,
- generał Pauloff  miał atakować centrum,
- generał Tiomfjew miał zaatakować francuską lewą flankę.

Dla Rosjan bitwa była przegrana zanim się na dobre rozpoczęła. Fatalna interpretacja rozkazu przez Soimonowa spowodowała, że zamiast uderzyć na prawą flankę Brytyjczyków skierował swoje wojska na swoją prawą stronę, co spowodowało zderzenie się z korpusem Pauloffa. Powrót do pozycji wyjściowych okazał się niemożliwy. Tymczasem Brytyjczycy ściągnęli lekką brygadę konną, zreorganizowali pozycje swych dział oraz rozpoczęli ostrzał nieosłoniętego przeciwnika. Zginęło bardzo wielu rosyjskich żołnierzy którzy chaotycznie atakowali bądź cofali się w krzyżowym ogniu dział i karabinów.
Jednym z nielicznych sukcesów rosyjskich było przesunięcie lewego skrzydła Francuzów lecz nic już nie mogło zmienić losów bitwy. W końcu Rosyjscy żołnierze jak i ich dowódcy w panice uciekli co dobitnie pokazuje miażdżące zwycięstwo koalicjantów pod Inkermanem. Także atak z kierunku Bałakławy został bez trudu odparty przez Francuzów. Ostrożni Anglicy nie wyruszyli w pościg za siłami Gorczakowa, a ten już nie podjął żadnych prób ponownego ataku.

## Podsumowanie
Po raz kolejny niekompetencja rosyjskich dowódców kosztowała życie tysięcy rosyjskich żołnierzy. Na wynik nie wpłynęła nawet znaczna przewaga liczebna atakujących. Potwierdziła się opinia, że armia rosyjska jest słaba, źle zorganizowana oraz zacofana technologicznie. Strona rosyjska nie wyciągnęła po klęsce żadnych wniosków co skończyło się także przegraniem całej wojny krymskiej.